# René Vannes
René Vannes   (Lilla, 24 de maig de 1888 - Brussel·les, 19 de novembre de 1956) va ser un musicòleg i contrabaixista belga i autor d'una història estàndard de lutiers, que també s'utilitza com a obra de referència estàndard sobre les marques i arqueters de violí. De 1939 a 1943 va ser bibliotecari del Conservatori reial de Brussel·les.

## Treballs seleccionats
Diccionari universal de luthiers
- Essai d'un dictionnaire universel des luthiers, Marne (1932) OCLC 3199810, 504613360, 462354286.
- Dictionnaire universel des luthiers, revisat Vol. 1, Brussel·les (1951) OCLC 521793611.
- Dictionnaire universel des luthiers, revisat Vol. 2, Brussel·les (1959) OCLC 993024.
- Dictionnaire universel des luthiers, 2 volums en 1: 1951 i 1959, Brussel·les (1979) OCLC 654915609.
- Dictionnaire universel des luthiers, 2a edició revisada (dos volums) (1986) OCLC 152724619.
- Dictionnaire universel des luthiers, (dos volums) Brussel·les 1988 OCLC 491895848.

Altres llibres
- Essai de terminologie musicale o dictionnaire universel, Paris: Max Eschig OCLC 3711352
- Une pianiste alsacienne, Marie de Moroguès-Kiené, París 1927, Colmar
- Dictionnaire des musiciens Belges (compositeurs) du XIV au XX siècle (Diccionari de músics i compositors, Bèlgica, segle xiv al segle XX).  Brussel·les: Larcier, 1947, p. 443 (Petits Dictionnaires des Lettres et des Arts en Belgique, núm 4). OCLC 458393528.